# Starlight (Marvel Comics)
Starlight, il cui vero nome è Tania Belinsky (Belinskaya), è un personaggio dei fumetti, creato da Steve Gerber (testi) e Sal Buscema (disegni), pubblicato dalla Marvel Comics. La sua prima apparizione è in The Defenders (prima serie) n. 35 (maggio 1976), come terzo Guardiano Rosso. Assume l'identità di Starlight in Quasar n. 19 (febbraio 1991), scritto da Mark Gruenwald e disegnato da Greg Capullo.

## Biografia del personaggio
Starlight è il nome adottato dal neuro-chirurgo Tania Belinsky, dopo aver abbandonato l'identità segreta di Guardiano Rosso ed aver acquisito superpoteri in seguito all'esposizione a radiazioni nucleari causate da Presenza (Sergei Krylov). I due rimasero insieme in diverse avventure. Mentre cercavano di uccidere Quasar e Eon, si scontrarono con Fante di cuori e i Fantastici Quattro. Presenza si perse nella Zona Quantica, mentre Starlight fu catturata dal quartetto di supereroi.
I due russi si ritrovarono poi in Khystym, ma la mente di Presenza era stata stravolta dalla forza della propria energia. Starlight, controllata mentalmente da Presenza, fu inviata a catturare due eroine sovietiche: Vedova Nera e Stella Nera (che in realtà era la figlia di Presenza). Quando le tre donne lottarono, Starlight ebbe la peggio e fu imprigionata nella dimensione Darkforce, dove il controllo mentale di Presenza non riusciva ad arrivare. Starligh riuscì quindi a riacquistare la propria volontà e tornò dall'uomo per aiutarlo a ritornare in sé.
Dopo l'uccisione del figlio, Vanguard, ad opera di Quasar, Presenza, trasformatosi in una particella di energia, penetrò nel corpo di Vanguard e consumò quasi tutto il proprio potere per ridargli la vita. Dopo diversi mesi di recupero, Presenza, sempre affiancato da Starlight, ritornò in Russia per mettere in atto un piano ambizioso: sprigionare radioattività sulla popolazione e trasformare tutti in esseri radioattivi sotto il suo controllo.
Presenza riuscì ad asservire anche la Guardia d'Inverno e i Vendicatori, che stavano investigando sulla strana concentrazione di radioattività sul territorio sovietico. Solo Thor e Firebird rimasero immuni, grazie ai loro superpoteri. Con l'aiuto del Suo martello, Thor fu in grado di assorbire quasi tutta l'energia vitale di Presenza, riducendolo in fin di vita; accettò comunque di risparmiarlo, accogliendo le suppliche di Starlight, che in cambio riportò alla normalità gli eroi che erano stati colpiti dalle radiazioni.
Dopo un periodo di prigionia, Presenza e Starlight affiancarono i Vendicatori contro il criminale Kang e Starlight entrò a far parte del gruppo dei Difensori.